# Mohamed Jaffer
Mohamed Jaffer Al-Zain (13 novembre 1979) è un ex calciatore bahreinita, di ruolo attaccante.

## Carriera

### Club
Ha sempre giocato nel campionato bahreinita.

### Nazionale
Con la maglia della propria nazionale ha preso parte alla Coppa d'Asia 2004.